# هفت‌تنان (آمل)
هفت تنان، روستایی از توابع بخش لاریجان شهرستان آمل در استان مازندران ایران است.

## جمعیت
این روستا در دهستان لاریجان سفلی قرار داشته و براساس آخرین سرشماری مرکز آمار ایران که در سال ۱۳۸۵ صورت گرفته، جمعیت آن ۱۵۹ نفر (۴۵خانوار) بوده‌است.